# António de Andrade
António de Andrade (Oleiros, 1580 – Goa, 19 de março de 1634) foi um padre e explorador português que, juntamente com o seu companheiro de viagem, o irmão Manuel Marques, foi o primeiro europeu a visitar o Tibete, em 1624.

## Viagens
Ainda noviço, Andrade partiu para a Índia, a 22 de abril de 1600, acompanhado de dezoito padres e irmãos da Companhia de Jesus, no mesmo navio onde viajou o vice-rei Aires de Saldanha e que chegou a Cochim a 22 de outubro do mesmo ano.
Após ter completado os estudos dos padres no Colégio de São Paulo em Goa, recebeu as ordens sagradas e foi enviado depois para a missão do Império Mogol em Agra, onde se julga que aprendeu a língua persa com os muçulmanos caxemires como era, aliás, costume.
A 30 de Março de 1624, já como Superior da Missão do Mogol, deixa Agra acompanhado por Jahangir, o imperador mogol que viajava para Lahore. Quando chegou a Deli, encontrou um grande número de peregrinos hindus que rumavam para um fabuloso templo, chamado Badré (Badrinath) e situado a quarenta dias de viagem da Deli, na região montanhosa do norte da Índia, no atual estado de Utaracanda. Esperando atingir o Tibete após alcançar este templo, António de Andrade, conjuntamente com o irmão Manuel Marques, começaram a sua via, conduzidos pelos "gentios".
A viagem que empreendeu levá-lo-ia de Agra a Chaparangue, no Tibete Ocidental, passando por Deli, Serinagar, Badrinath, Mana e o passo de Mana. Para segurança levara um astrolábio e um compasso de sol que lhe permitiu mais tarde vir a referir que Chaparangue se situava a 31º29' norte.
Durante esta viagem — que durou cerca de três meses — encontrou, contudo, muitíssimas dificuldades; permaneceu depois perto de um mês no Tibete, mais precisamente 23 dias, e regressou tendo gasto sete meses até chegar, de novo, a Agra.

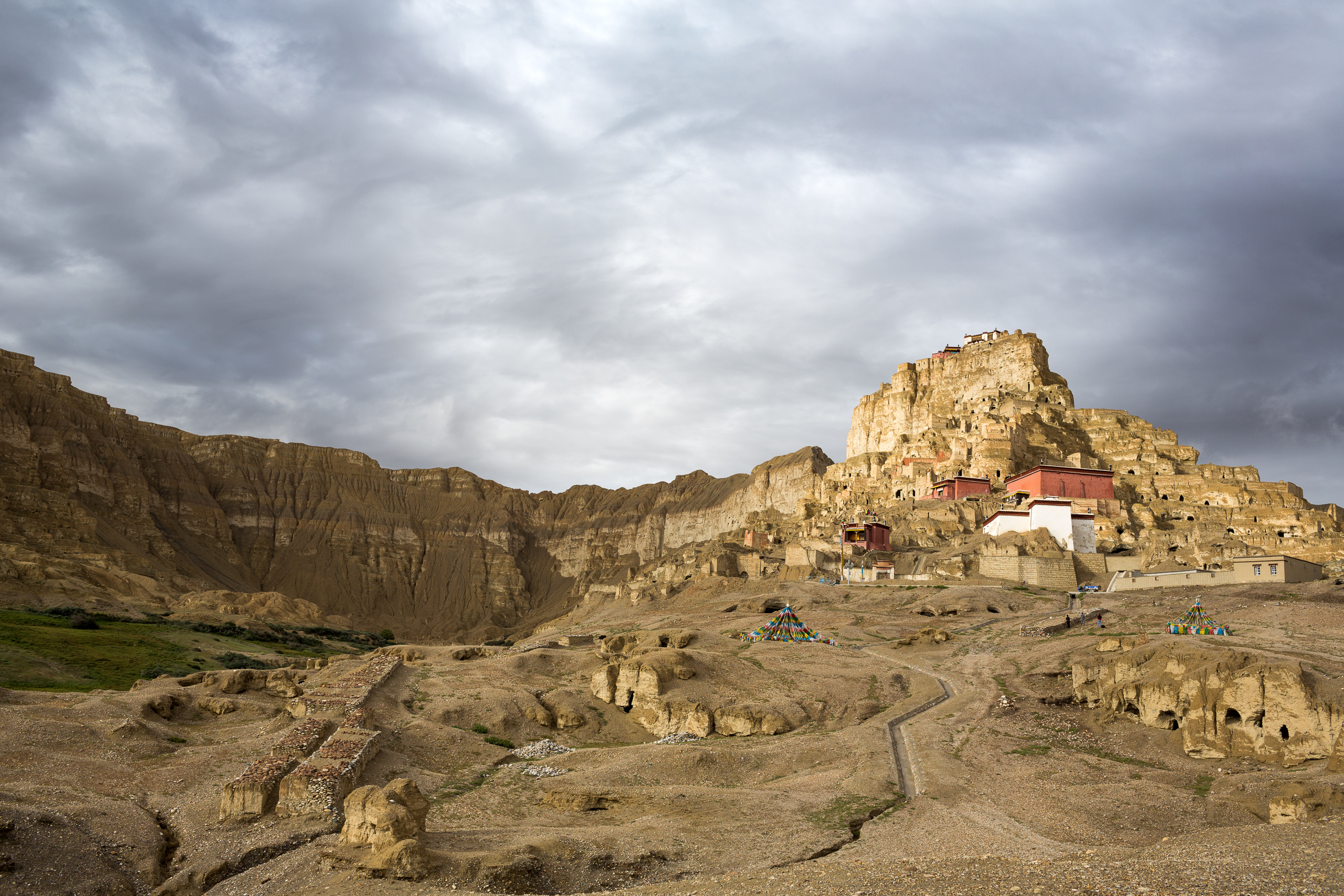
Ruínas de Chaparangue

As dificuldades que teve para ultrapassar nesta expedição deveram-se não somente às passagens estreitas, mas também à agressividade do clima (a neve e as baixas temperaturas), à falta de alimentos e às dificuldades impostas pelo rajá de Serinagar, por não serem mercadores. Quando alcançou Chaparangue, a principal cidade de Coqué (Guguê), um dos reinos do Tibete, ele contactou directamente com o seu rei, Tri Tashi Dakpa (Khri bKra shis Grags pa lde), o último rei de Gugue.
A recepção preparada pelo rei foi descrita como bastante boa, uma vez que ele teria pensado tratar-se de mercadores. Porém, quando compreendeu que eles não traziam quaisquer mercadorias, recebeu-os, de início, com alguma indiferença. Contudo, depois, prestou-lhes mais atenção e arranjou um tradutor, um muçulmano de Caxemira que, aliás, causou alguns problemas a António de Andrade. O rei parece ter mostrado mesmo interesse para com a religião cristã e acabou por autorizar não somente o retorno dos padres, como lhes prometeu permitir o estabelecimento de uma missão em Chaparangue, no ano seguinte.
A missão teve algum sucesso; foi construída uma pequena igreja e produziram-se algumas conversões. No entanto, a política do rei favorecendo a religião estrangeira era muito impopular e ele foi derrubado por um exército do reino inimigo de Ladakh em 1630. A missão foi destruída e os cristãos expulsos do país. Andrade deixou o Tibete em 1629 e foi nomeado o Provincial de Goa em 1630; atou até 1633 e em seguida retomou o seu antigo cargo de Reitor do Colégio de S. Paulo em Goa. Ele trabalhou também como Deputado da Inquisição de Goa. Em 3 de março de 1634 o padre Andrade foi envenenado na reitoria do colégio e morreu em 19 de março. Uma investigação (devassa) realizada pouco tempo depois pela Inquisição revelou que os assassinos eram companheiros jesuítas insatisfeitos com sua rigorosa aplicação das regras da Companhia. Os relatos de Andrade do Tibete eram muito populares em toda a Europa e influenciaram fortemente as conceçōes ocidentais do país. 